# Patricia Marjorie Ralph

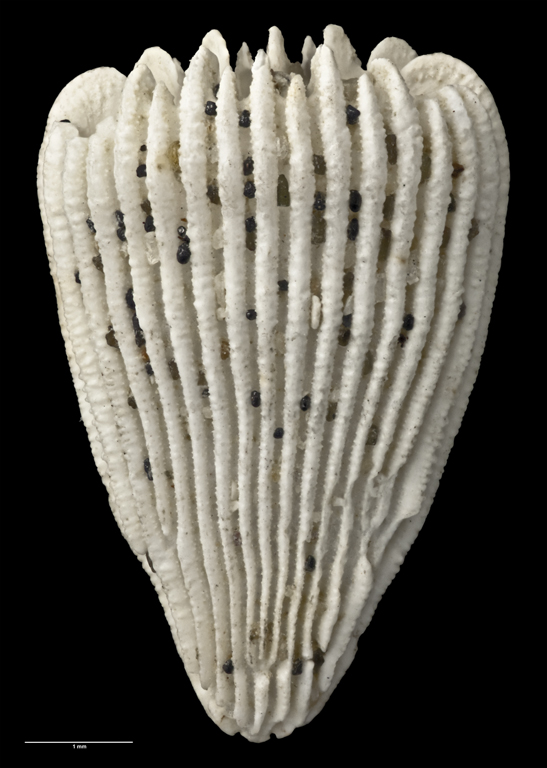
Sphenotrochus ralphae Squires, 1964. Eine nach Ralph benannte Nesseltierart

 Patricia Marjorie Ralph  (* 5. April 1920 in Wellington, Neuseeland; † 23. März 1995 in Paraparaumu, Neuseeland) war eine neuseeländische Meeresbiologin und Universitätsdozentin. Sie erhielt 1962 als erste Frau an der Victoria University of Wellington den Doctor of Science.

## Leben und Werk
Ralph wurde als Tochter des Elektroingenieurs Clarence John Ralph und seiner Frau Elin Elfie Jacobson geboren. Sie besuchte die Brooklyn School und dann das Wellington Girls’ College. 1938 begann sie ihr Studium am Victoria University College, wo sie 1941 den Bachelor of Science und 1943 den Master of Science erwarb. Anschließend wurde sie dort Demonstratorin in der Biologie, wurde 1945 zur Juniordozentin berufen und erhielt 1949 eine unbefristete Stelle. Zu diesem Zeitpunkt war die Abteilung in die Abteilungen Zoologie und Botanik aufgespalten. Ralph lehrte in der Zoologie und setzte ihre Spezialisierung auf Wirbellose fort.
1947 leitete sie eine Gruppe von Studenten der Naturwissenschaften, die in den Vereinigten Staaten und Kanada Meereslabore besuchten und Apparate sahen, die in Neuseeland noch nicht verwendet wurden, wie das Elektronenmikroskop und das Zyklotron. Mit einem Nuffield-Reisestipendium besuchte Ralph von 1958 bis 1959 England und setzte ihre Arbeit in der Meeresbiologie fort. Sie wurde 1959 zur leitenden Dozentin für Zoologie und 1967 zur Lektorin ernannt und war die erste Frau, die eine solche Position an der wissenschaftlichen Fakultät der Victoria University of Wellington erhielt.
Ralph spezialisierte sich auf Meereshydroiden, die vor ihrer Veröffentlichung in Neuseeland wenig erforscht wurden.  Von 1957 bis 1961 veröffentlichte sie fünf bahnbrechende Arbeiten zu den Hydroiden Neuseelands, die weltweite Anerkennung fanden. 1962 promovierte sie und 1963 nahmen sie und der Ichthyologe Jack Garrick von der Zoologieabteilung als Vertreter der Victoria University of Wellington am 16. International Congress of Zoology in Washington teil.
1971 ging Ralph nach der Krankheit ihrer Mutter in den Vorruhestand. Sie heiratete nie und zog Anfang der 1980er Jahre nach Paraparaumu, wo sie am 23. März 1995 starb. Ihre Asche wurde im Bolton Street Memorial Park in Wellington beigesetzt.
Ralph war aktives Mitglied des Wellington-Zweigs der New Zealand Federation of University Women. Sie war an der Gründung der Victoria University College Biology Society und an deren Zeitschrift Tuatara beteiligt.

## Ehrung
Zu Ehren ihres Beitrags zur Meeresbiologie wurden zwei neue Korallenarten nach ihr benannt: Sphenotrochus ralphae und Caryophyllia ralphae.

## Veröffentlichungen (Auswahl)
- Pellibranchus cinnabareus, a new genus and species of non-pelagic nudibranch mollusc of the family Phyllirhoidae. Transactions of the Royal Society of New Zealand 74(1), S. 24–31, 1944.
- mit C. Kaberry: New Zealand coelenterates: Ctenophores from Cook Strait. Zoology Publications from Victoria University of Wellington 3, S. 1–11, 1950.
- mit D. F. Squires: A new scleractinian coral of the genus Flabellum from New Zealand, with a new record of Stephanocyathus. Proceedings of the Biological Society of Washington, Volume 78, S. 259–263, 1965.